# Moș Crăciun
Moș Crăciun este un personaj legendar, originar din creștinismul occidental, descris ca fiind aducător de cadouri pentru toți copiii cuminți în noaptea de Ajun (24 spre 25 decembrie). Chiar dacă mitul poate varia de la zonă la zonă, în special în funcție de clima în perioada Crăciunului (care pleacă de la o iarnă înghețată în emisfera nordică, și ajunge la o vară călduroasă în emisfera sudică), în general, Moș Crăciun este imaginat ca fiind îmbrăcat într-un costum roșu, având o barbă lungă și albă, și locuind într-o țară înzăpezită (Finlanda sau Canada). Este asociat în mod popular cu un râs adânc și vesel, redat frecvent în literatura de Crăciun drept „ho, ho, ho!”.
Crăciuneasa și spiridușii îl ajută la pregătirea cadourilor în atelierul Moșului. El împarte cadourile cu ajutorul unei sănii zburătoare (sau pe o placă de surf în Australia), ce este trasă de Rudolf și alți 8 reni. Reprezentarea Moșului a luat naștere în America de Nord, în secolul al XIX-lea, și a fost oficializată, de-a lungul timpului, prin cântece, radio, televiziune, cărți pentru copii, tradiții familiale, filme și publicitate.

## Origini

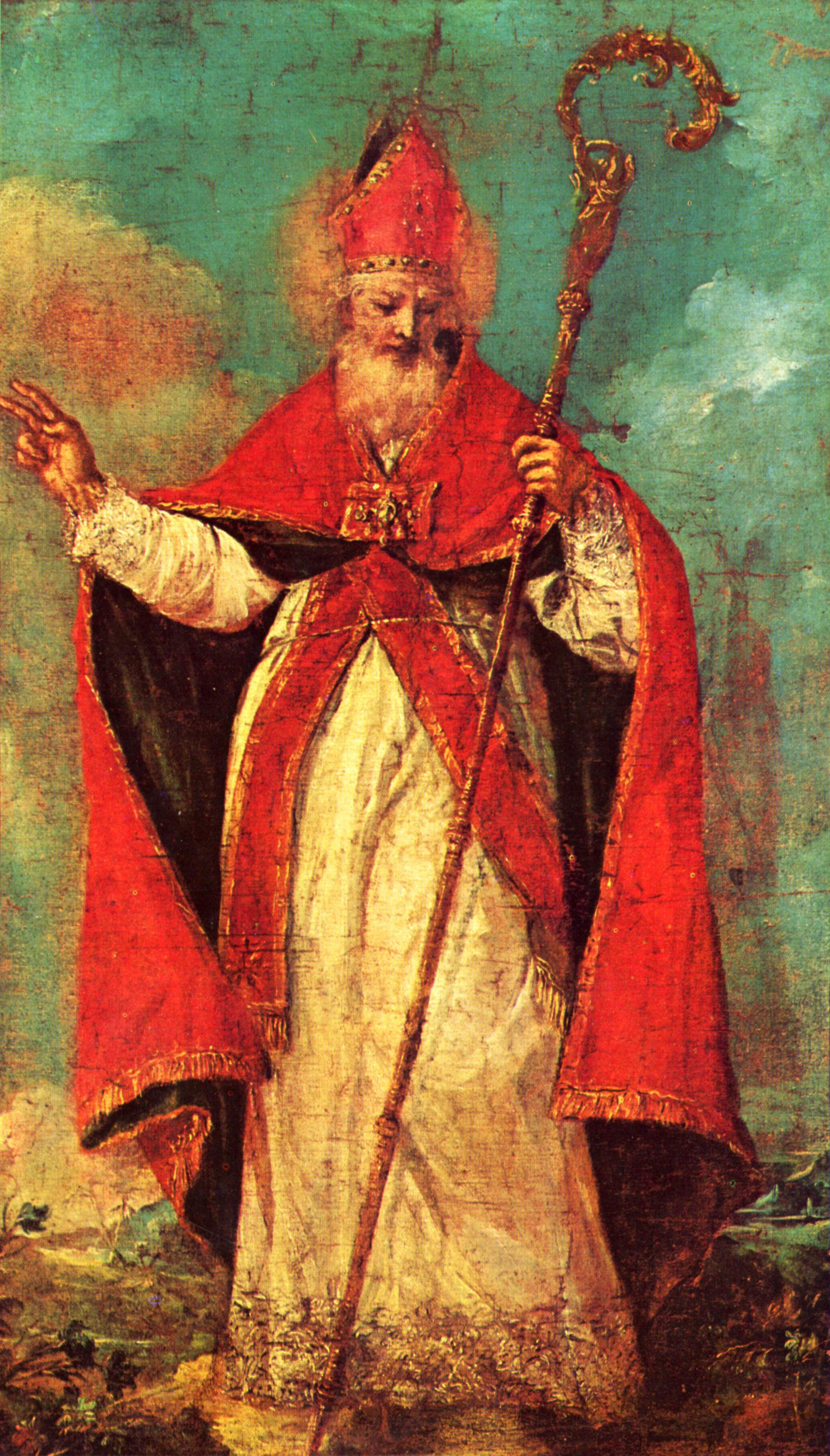
Pictură în ulei din 1745-1750 cu Sfântul Nicolae

Sfântul Nicolae din Myra (Demre) reprezintă sursa primară de inspirație pentru Moș Crăciun. El a trăit în secolul al IV-lea și a fost un episcop creștin al provinciei Licia din Anatolia bizantină, fiind renumit pentru faptul că împărțea cadouri oamenilor săraci. El a dăruit câte 100 de galbeni la trei fete sărace, bani care să le slujească de zestre, așa încât fetele să se poată mărita în loc să fie silite să se prostitueze. Moș Crăciun a fost asemănat cu Odin, un zeu important la popoarele germanice. În două cărți scrise în secolul XIII în Islanda, „Poetic Edda” și „Prose Edda”, acesta este prezentat zburând pe un cal cu opt picioare numit Sleipnir ce putea călători pe distanțe lungi, astfel fiind comparat cu renii lui Moș Crăciun. Sărbătoarea închinată lui, Yule, avea loc anual pe 21 decembrie. În ajunul acestei zile, copiii își umpleau încălțămintea cu legume, iar zeul le oferea dulciuri în locul acestora. Conform legendei, această practică ar fi fost adusă în Statele Unite de către coloniștii neerlandezi ce s-au stabilit în New Amsterdam în secolul XVII. Această idee este însă greșită, imigranții neerlandezi fiind protestanți detestau cultul sfinților, împreună cu cel al Sfântului Nicolae, considerându-l obicei papistaș. Santa Claus a fost introdus într-o satiră din 1809 a lui Washington Irving, numită Knickerbocker History, el inventând legenda conform căreia Santa Claus a fost împrumutat de la imigranții neerlandezi.
Sinterklaas (versiunea neerlandeză a Sfântului Nicolae) era îmbrăcat cu haine bisericești și se urca pe acoperișurile caselor, trimițându-le acestora cadouri prin horn. În Marea Britanie, „Father Christmas” este datat din secolul XVII, personajul fiind un bărbat grăsuț, cu barbă, îmbrăcat într-o haină lungă, verde și guler de blană. Imaginea lui se regăsește în „fantoma Crăciunului prezent” din cartea „A Christmas Carol” scrisă de Charles Dickens. Christkindlein a devenit popular în Europa în secolul XIX. El aducea cadouri în secret copiilor, având ca ajutor un pitic numit Pelznickel (sau Belsnickle).

### Imaginea lui Moș Crăciun în perioada modernă

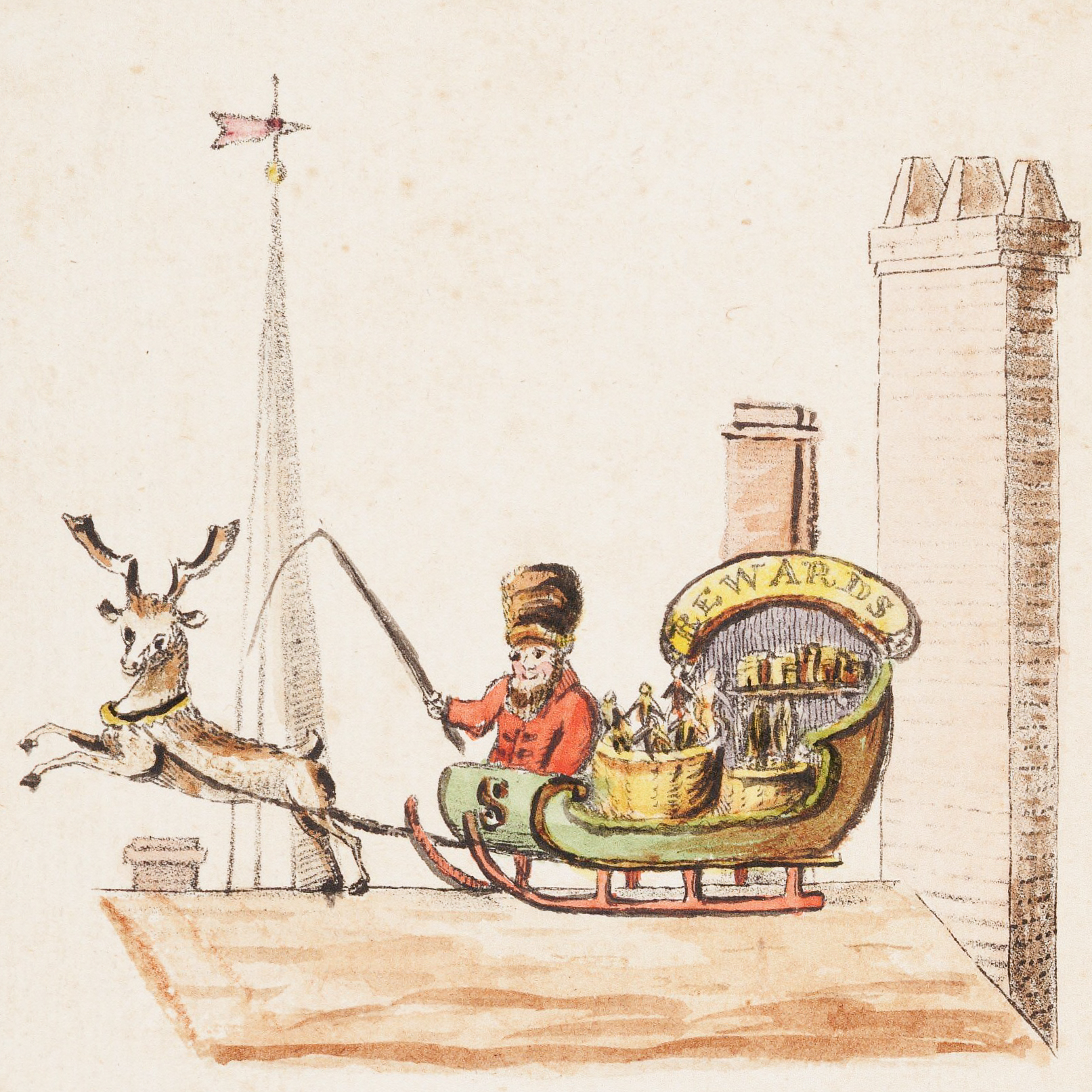
Gravură cu Moș Crăciun din 1821, alăturată poemului american Old Santeclaus with Much Delight

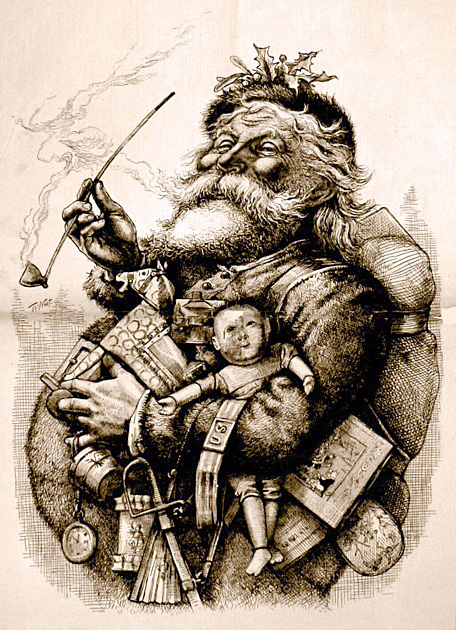
Ilustrație de Thomas Nast din 1881 cu Moș Crăciun

Un rol important în crearea mitului l-a avut pastorul american Clement Clarke Moore, autor al unui poem care îl prezenta pe Sfântul Nicolae ca și un personaj simpatic, dolofan și zâmbitor, care împarte cadourile din sania sa trasă de reni.
Publicat pentru prima dată în ziarul Sentinel din New York pe 23 septembrie 1823, poemul a devenit în anii următori foarte căutat, ajungând în mai multe cotidiane din Statele Unite, dar fiind și tradus și publicat în întreaga lume.
În 1860, cotidianul Harper's Illustrated Weekly a publicat un desen al lui Moș Crăciun, îmbrăcat într-un costum roșu ornat cu nasturi negri și cu o curea din piele. Timp de aproape 30 de ani, Thomas Nast, desenator și caricaturist al ziarului, a ilustrat prin sute de desene toate aspectele legendei și va da mitului principalele sale caracteristici vizuale. Nast este și cel care a promovat în 1885 ideea că reședința lui Moș Crăciun se află la Polul Nord. Acest lucru a fost preluat anul următor de scriitorul George P. Webster.
În 1931, Moș Crăciun a primit o nouă imagine printr-o campanie publicitară, desfășurată de Coca-Cola. Desenatorul Haddon Sundblom i-a conturat o burtă durdulie, un aer jovial, un costum roșu și o atitudine tolerantă. Compania folosește aceeași imagine a lui Moș Crăciun în campaniile publicitare realizate cu ocazia sărbătorilor de iarnă din acel moment până în prezent.

### În România
În „Dicționarul onomastic românesc”, „Crăciun” este un substantiv, personificat în folclor ca Moș Crăciun. Romulus Vulcănescu prezintă legenda personajului: „Mitul arhaic al unui cioban-zeu-moș este transfigurat în mitul unui cioban demonic care refuză s-o primească pe Fecioara Maria să nască în staulul lui. Soția lui Crăciun (Crăciuna sau Crăciuneasa, în studiul lui Pericle Papahagi) o primește într-ascuns și moșește pe Isus, faptă pentru care Crăciun îi taie mâinile, dar Fecioara Maria i le lipește la loc. Minunea îl convertește pe Crăciun la creștinism (religie care nu apăruse încă). De bucurie că nevasta lui a scăpat de pedeapsa lui necugetată, Crăciun aprinde un rug de cioate de brad în curtea lui și joacă hora cu toate slugile sale. După joc împarte Fecioarei Maria daruri păstorești (lapte, caș, urdă, smântână) pentru ea și fiul ei”. Etnologul afirmă că Moș Crăciun reprezintă o transfigurare a magilor ce i-au adus daruri lui Isus la nașterea sa și că este simbolul tipului creator. Sintagma „moș” din numele său înseamnă „întemeietor”, „ziditor”, „începător”.
În aceeași zi se celebrau Saturnaliile romane, apoi moartea și renașterea zeului solar de origine iraniană, Mithra, și, după trei secole de la apariția creștinismului, a început să se serbeze nașterea lui Isus. Determinantul „Moș (Crăciun)” semnifică vârsta înaintată a zeului care trebuia să moară și să se nască de Anul Nou. Existența lui dura 365 sau 366 de zile, îmbătrânea, deceda și învia la începutul anului următor. În tradițiile populare, Crăciunul apare fie ca o zeitate cu puteri supranaturale, fie ca un om obișnuit (un bătrân, pastor cu barba de omăt, vecin cu Moș Ajun, etc). Vestimentația lui era alcătuită din costum popular, anotimpul sugerat fiind primăvara. Vechimea numelui e dovedită de existența cuvântului, în variante, în aromână și megleno-română.

### Moș Crăciun în Laponia, Finlanda
Cea mai noua atracție din „Satul lui Moș Crăciun” este „Galeria de gheață”. Aici pot fi admirate sculpturi în gheață ce înfățișează atât tradițiile populației sami, cât și fauna reprezentativă pentru regiunea arctică, din zona Finlandei.
Iubitorii de teatru pot participa la scenete cu basme ce înfățișează creaturile fantastice din zona Laponiei. Totodată, te poți urca în „trenul basmelor”, care te duce până la „Casa lui Moș Crăciun”. Aici poți afla date despre obiceiuri de Crăciun din toate colțurile lumii (datorită unei expoziții de fotografii), poți să vezi decorațiuni unice de Crăciun sau jocuri de lumini, poți să împodobești brazi sau chiar să vizionezi filme vechi legate de sărbătoarea Crăciunului.

## Ritualuri legate de Moș Crăciun

### Scrisoare către Moș Crăciun și Ajunul Crăciunului
Obiceiul de a redacta o scrisoare către Moș Crăciun este o tradiție de Crăciun. Scrisorile de obicei conțin o listă de jucării pe care le doresc copiii și confirmarea faptului că au fost buni. Unii sociologi au constatat că fetele de obicei scriu mai politicos și mai mult decât băieții, chiar dacă cererile lor nu sunt mai mari decât ale celorlalți și au tendința de a folosi expresii mai complexe. Fetele cer cel mai adesea și cadouri pentru alte persoane. Satul lui Moș Crăciun din Finlanda a fost înființat în 1985 și din acel an au fost primite peste 12,5 milioane de scrisori din peste 197 de țări. Din România au fost trimise peste 33 000 de redactări spre această destinație.
În Statele Unite, copiii lasă în seara de Ajun prăjituri și lapte pentru Moș Crăciun. În Țările de Jos, acesta vine pe un cal alb și pune cadourile în saboți confecționați din lemn, iar în Rusia el este însoțit de Albă-ca-Zăpada. În Suedia, darurile sunt puse într-un sac îngropat adânc în zăpadă, iar Moș Crăciun este un pitic îmbrăcat în roșu, cu barbă albă, căruia îi place să mănânce orez cu lapte (o mâncare tradițională). În Italia există obiceiul ca, înainte de Moș Crăciun, să vină Befana. Ea se deplasează pe mătură și verifică dacă au fost cuminți copiii, lăsându-le cadouri lângă brad. În Anglia, cei mici aruncă scrisorile pentru Moș Crăciun în sobă astfel încât dorințele lor să iasă pe coș. În Islanda există 13 Moși Crăciun, câte unul pentru fiecare zi a sărbătorilor de iarnă. În perioada 24 decembrie – 6 ianuarie, aceștia împart copiilor cuminți cadouri, cei răi primind un cartof. În Elveția, el aduce pomul de Crăciun în casele oamenilor, obicei ce datează din 1775.

### Colindele de Crăciun
La români, colindele au o funcțiune rituală, exprimând o atmosferă sărbătorească, de ceremonie, petreceri și urări. Ele se cântă în perioada Crăciunului, iar multe dintre ele sunt legate de imaginea lui Moș Crăciun. Numele „Moș Crăciun” în aceste cântece apare ca „Crăciunu’” sau „Doamne”, cu variantele „Lerui Doamne”, „Alerui Doamne”, „Ler”. Cele mai populare colinde sunt: „Mărire-ntru cele-nalte”, „Astăzi s-a născut Hristos”, „Domn, Domn să-nălțăm”, „Sus la poarta raiului”, „Colindița”, „O ce veste minunată”, „Plecarea magilor”, „Moș Crăciun cu plete dalbe”, „Bună dimineața la Moș Ajun”, „Florile dalbe”, „Colinde - strigate colindătorilor”, „Colind de fereastră”, și „Colindul Crăciunului”. Obiceiul de mers la colindat a fost promovat de Ion Creangă în Amintiri din copilărie. Cel mai vechi cântec creștin de Crăciun este „Jesus refulsit omnium”, compus de St. Hilary din Poitiers, în secolul al IV-lea, iar cea mai veche transcriere după unul englezesc îi aparține lui Ritson (1410). Oliver Cromwell a interzis colindele în Anglia între 1649 și 1660. Martin Luther și adepții lui s-au împotrivit acestei idei, unii fiind nevoiți să emigreze. 
În 1649, John de Brebeur a scris prima colindă americană de Crăciun, numită „Isus S-a Născut”. Piesa religioasă, „Pătimirea”, a fost jucată în Oberammergau, Germania în 1634 și de atunci este interpretată la fiecare 10 ani. În anii 1700, muzica lui Mendelssohn și a lui Händel a fost utilizată în loc de colinde de Crăciun.
În 1818 preotul austriac Joseph Mohr a fost anunțat cu o zi înaintea Crăciunului că orga bisericii din Oberndorf bei Salzburg s-a stricat și nu poate fi reparată la timp pentru slujba de Crăciun. Din această cauză, el a compus trei piese, una dintre ele fiind „Stille Nacht”, care astăzi este cântată în peste 180 de limbi. Cea mai bine vândută piesă de Crăciun este „White Christmas” de Bing Crosby ce a apărut în filmul Holiday Inn, înregistrarea fiind comercializată în peste 30 de milioane de unități.

### Moș Crăciun în magazine

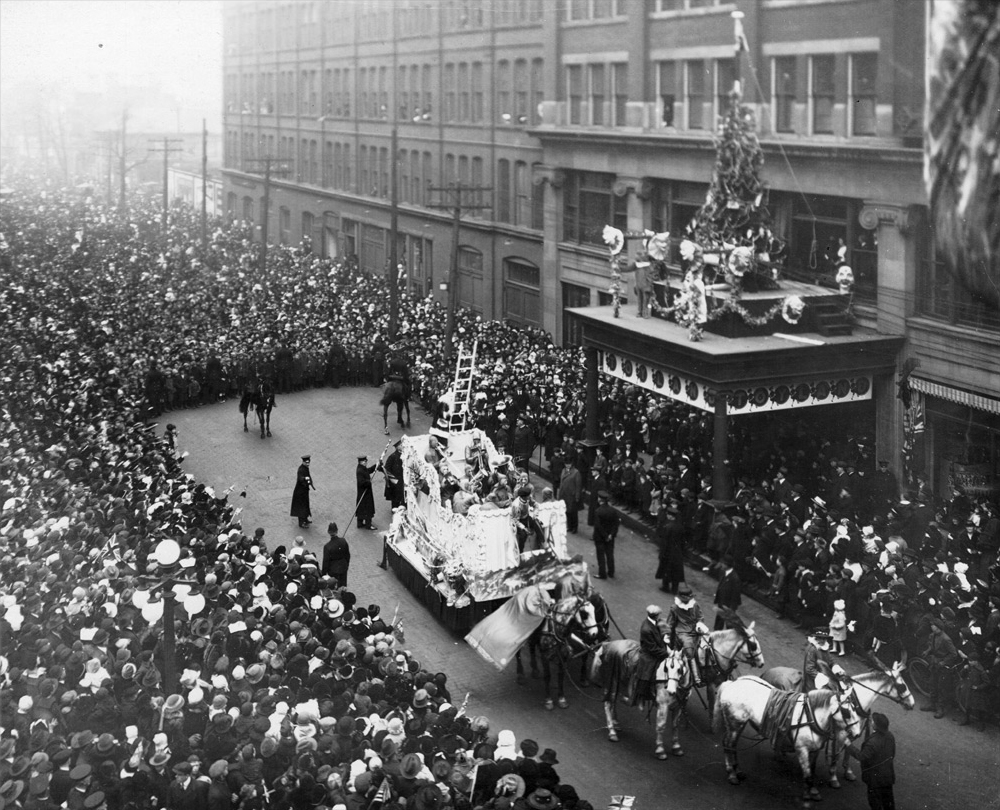
Parada lui Moș Crăciun din Toronto, Canada (1918)

În tradiția anglo-saxonă, Moș Crăciun se găsește în departamentele magazinelor sau în mall-uri și la petreceri pentru copii. Acesta este de obicei jucat de un actor însoțit de un grup de figuranți care îl ajut, îmbrăcați ca elfi sau în costume tradiționale (care sunt deseori purtate de personal sau de cei angajați special pentru aceasta). Cel care a implementat această idee a fost James Edgar în 1890, el oferind acest spectacol în magazinul său din Brockton, Massachusetts.
Moș Crăciun are rolul de a promova imaginea magazinului, oferirea de cadouri copiilor, amuzarea lor, în conformitate cu tematica sărbătorilor de iarnă. El îi ia pe genunchi pe cei mici, cerându-le să-i spună ce cadouri doresc și, adesea, face poze cu ei. Toate acestea au loc într-o zonă special instituită în magazin și luminată cu decorațiuni tematice. Practica aceasta datează din 1918, însă recent unele organizații au cerut interzicerea ei în Marea Britanie și în Elveția.
În Statele Unite, una dintre cele mai faimoase reprezentări de acest gen este cea organizată de către sediul central al departamentului magazinul Macy's din New York, unde Moș Crăciun sosește însoțit de o paradă pe sania lui.

## Moș Crăciun în timpul regimurilor comuniste
Până în 1989, în perioada influenței Uniunii Sovietice asupra Europei de Est, regimurile comuniste au încercat să-l substituască pe Moș Crăciun cu Moș Gerilă, în tentativa lor de a înlătura rolul religiei din tradiții și de a laiciza forțat cultura acestor țări.

## Critici

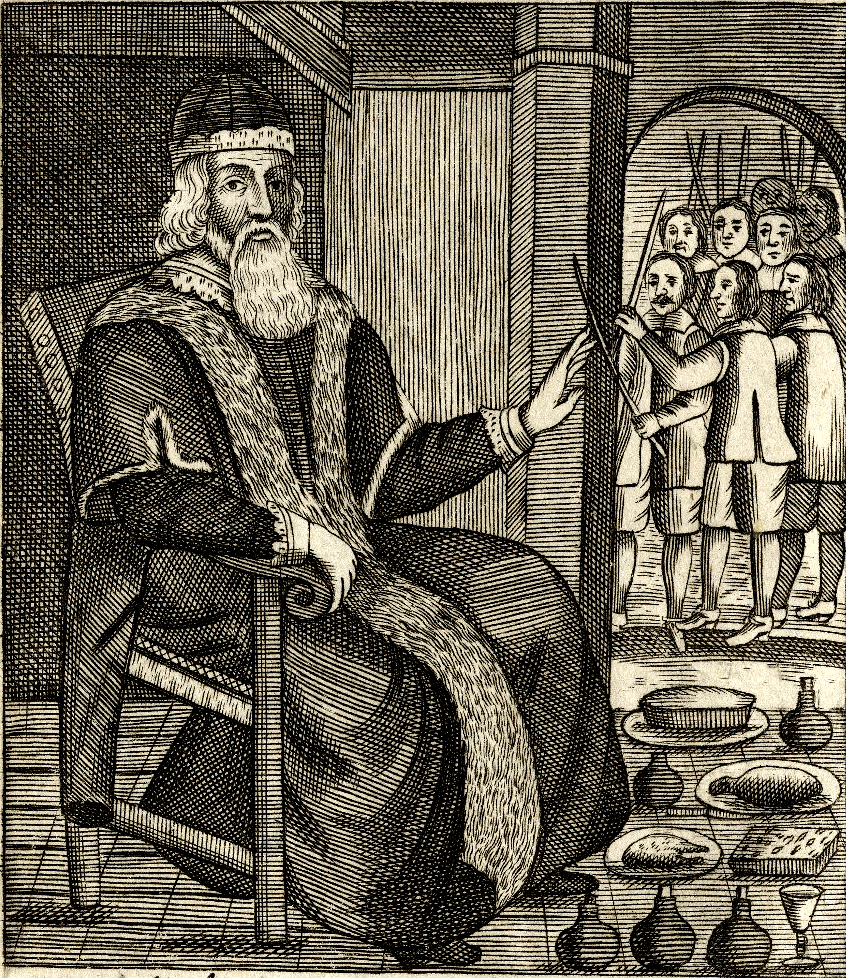
Extras din cartea lui Joseph King, „The Examination and Tryal of Father Christmas” (1686)

Deși ideea de Moș Crăciun provine din creștinism, personajul a devenit o reprezentare laică a Crăciunului. Acest fapt a fost contestat de un grup mic de fondatori ai religiei protestante care au respins materialismul sărbătorii rezultat din oferirea de cadouri. Această opoziție datează din secolul XVI, fiind pornită de către grupurile protestante și continuată de puritanii din Anglia secolului al XVII-lea și de coloniștii americani care au interzis complet sărbătoarea. Deși Crăciunul a devenit legal după 22 de ani, proteste au existat până la mijlocul anilor 1800. Pastorul Paul Nedergaard din Danemarca a stârnit controverse când l-a declarat pe Moș Crăciun „un goblin păgân” în 1958.
Confesiunea Martorii lui Iehova respinge sărbătoarea Crăciunului și dezaprobă orice reprezentare a lui Moș Crăciun. Deși Biserica Creștină din Roma consideră că Nașterea lui Isus nu a fost pe 25 decembrie, instituția a hotărât s-o celebreze pe această dată deoarece coincidea cu Dies Natalis Invicti Solis  (it: Ziua născutului și necuceritului Soare - zeul Saturn), o sărbătoare păgână. Din acest motiv este criticat Crăciunul de către unii adepți ai acestei religii.
În cartea sa, „Nicholas: The Epic Journey from Saint to Santa Claus”, Jeremy Seal scrie că Moș Crăciun a început să devină un simbol al comercialismului în anii 1800 când i s-au atribuit elemente ca sania, clopoțeii, renii, etc. Și Carol Jean-Swanson, autoarea operei Mothering relevă aceleași idei, afirmând că Sfântul Nicolae oferea cadouri celor săraci, iar noul Moș Crăciun reprezintă mai mult o risipă ostentativă.
În Cehia, Austria și Marea Britanie au luat amploare multe campanii anti-Moș Crăciun în anii 2000. Moș Crăciun a fost interzis pe 21 decembrie 2008 în Bosnia, motivul fiind acela că nu aparține tradiției acestei țări. Patriarhul Daniel al României a declarat că; „În această perioadă a Sărbătorii Nașterii Domnului auzim colinde multe și frumoase despre Moș Crăciun, dar mai nou apare în societate și un fel de Moș Crăciun secularizat și comercial, simbol al consumismului și al materialismului individualist. Totuși, adevăratul înțeles al lui Moș Crăciun se află în iubirea părintească a lui Dumnezeu-Tatăl, iubire care se arată în lume prin nașterea Fiului Său Celui veșnic, Mântuitorul lumii”, pontiful criticând transformarea Crăciunului într-un alt prilej de cumpărături.
Termenul englezesc Santa Claus este anglicizarea lui Sinterklaas care înseamnă Sfântul Nicolae în limba neerlandeză. Washington Irving a susținut într-o satiră din 1809 că termenul Santa Claus a apărut în SUA prin contactul imigranților neerlandezi cu alte populații americane. Neerlandezii cultivați sunt conștienți că Sinterklaas e sărbătoarea neaoșă, iar Crăciunul este sărbătoare de import. Protestanții conservatori din Țările de Jos nu introduc brad în casă de Crăciun, fiind considerat obicei catolic de origine păgână.

## „Moș Crăciun” în alte limbi
| - Afganistan Baba Chaghaloo - Africa de Sud Vader Kersfees - Albania Babadimri' - Armenia Gaghant Baba ( Հատուկ Անուն) - Belgia Kerstman, Père Noël - Bosnia și Herțegovina Deda Mraz - Brazilia Papai Noel - Bulgaria Diado Koleda - Canada Santa Claus - Cehia Ježíšek - Chile Viejito Pascuero - China 圣诞老人 - Coreea 산타 클로스 - Croația Djed Božićnjak sau Djed Mraz - Danemarca Julemanden - Egipt Papa Noël | - Estonia Jõuluvana - Feroe Jólamaður - Finlanda Joulupukki - Franța Père Noël - Georgia თოვლის პაპა (tovlis papa) - Germania Weihnachtsmann - Grecia Άι Βασίλης - Ay Vasilis - Iran Baba Noel - Irlanda Daidí na Nollaig - Islanda Jólamaður - Italia Babbo Natale - Japonia Santa-san - Liechtenstein Christkind - Lituania Kalėdų Senelis - Malta San Niklaw - Marea Britanie Father Christmas | - Norvegia Julenissen - Polonia Święty Mikołaj - Portugalia Pai Natal - Rusia Ded Moroz - Serbia Deda Mraz - Spania Papá Noel - Statele Unite Santa Claus - Suedia Jultomten - Turcia Noel Baba - Țările de Jos Kerstman - Ungaria Mikulás |

Sursa:

## Galerie

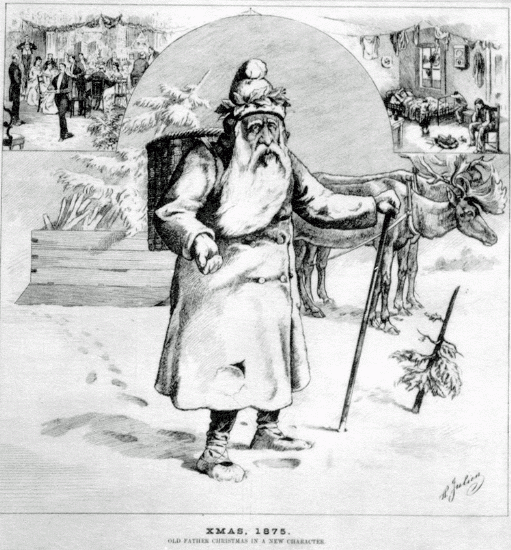
Desen canadian cu Moș Crăciun, 1875
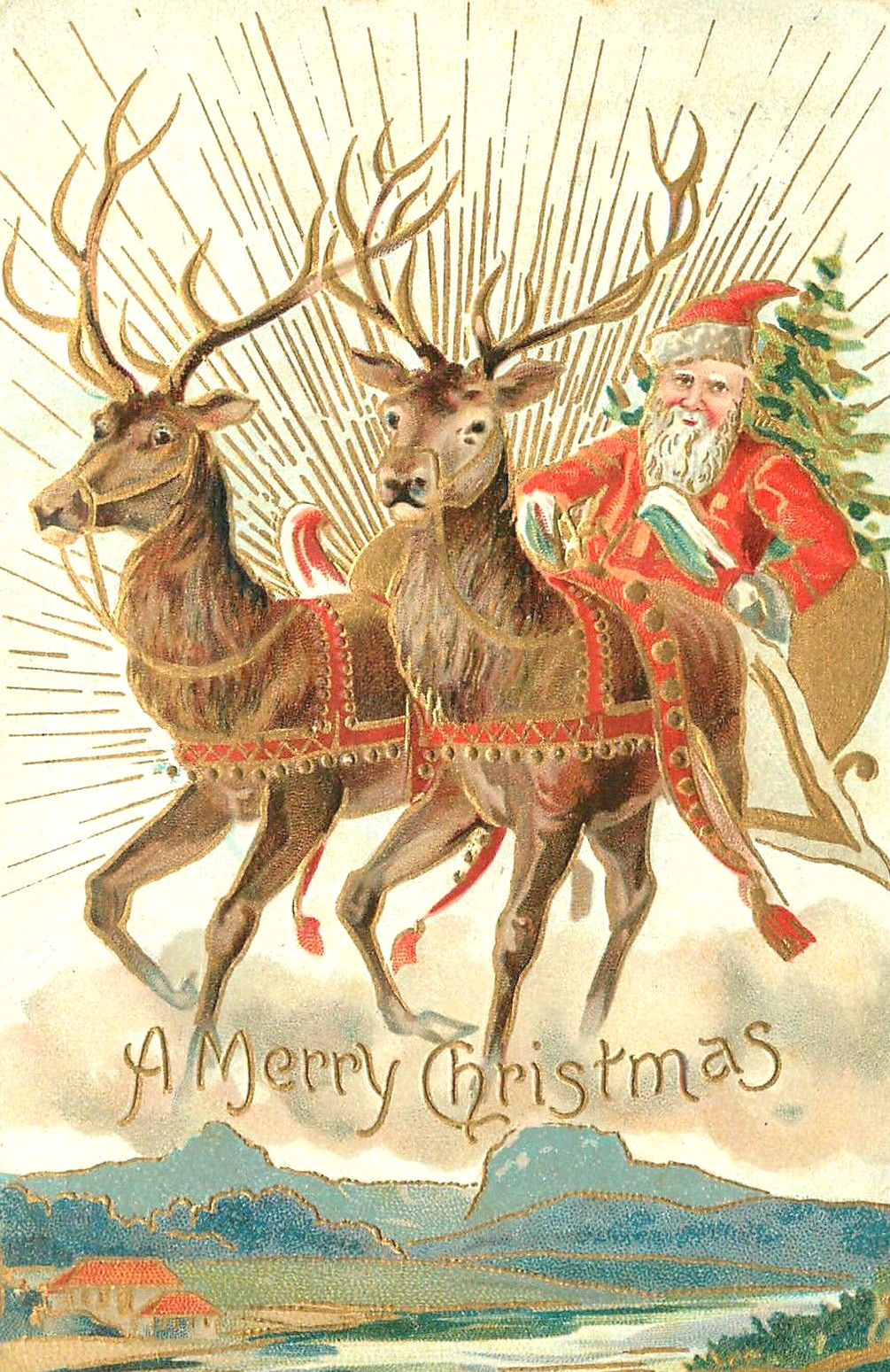
Carte poștală cu Moș Crăciun și renii săi, 1907
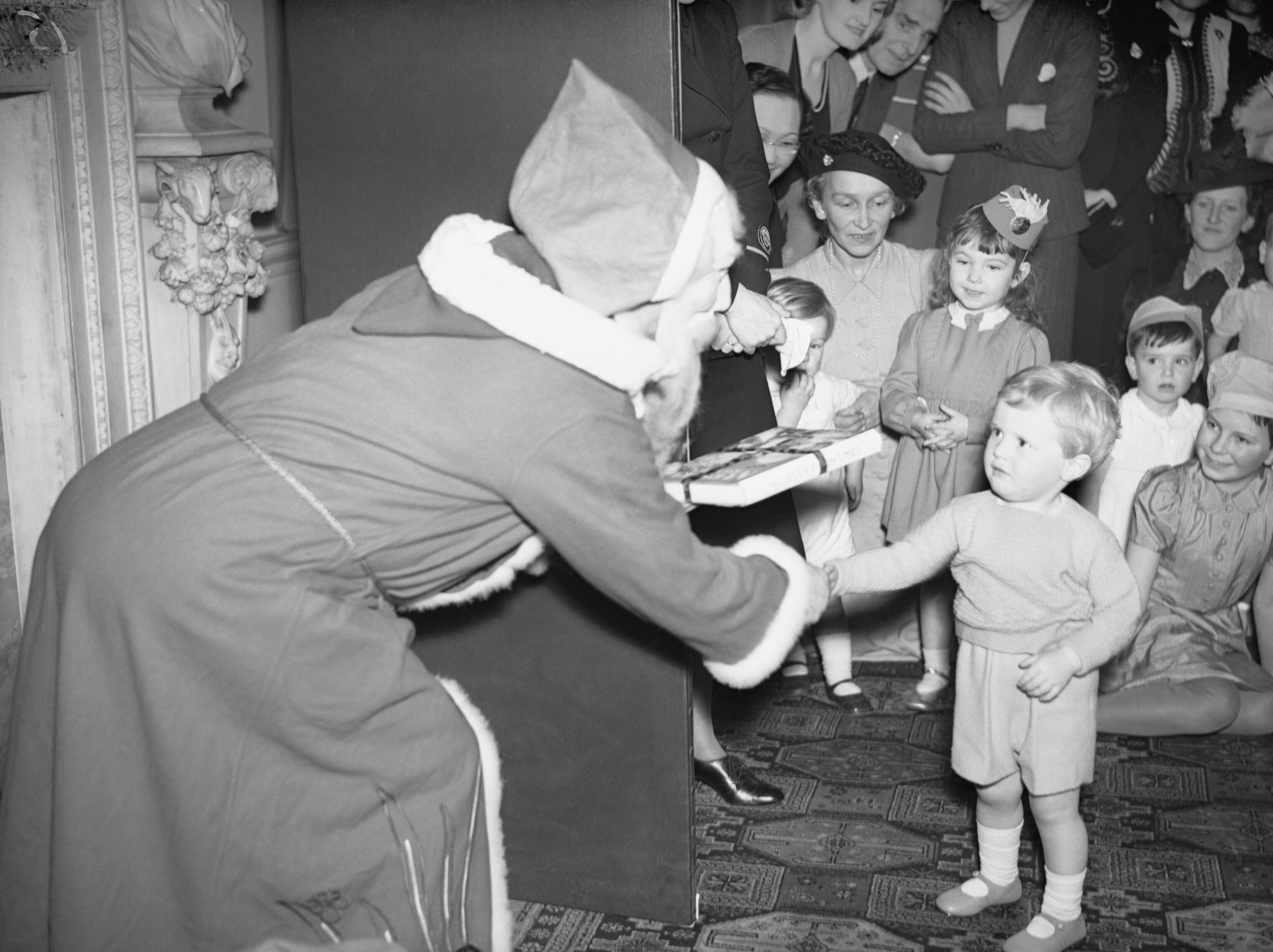
Moș Crăciun la o petrecere din 1942
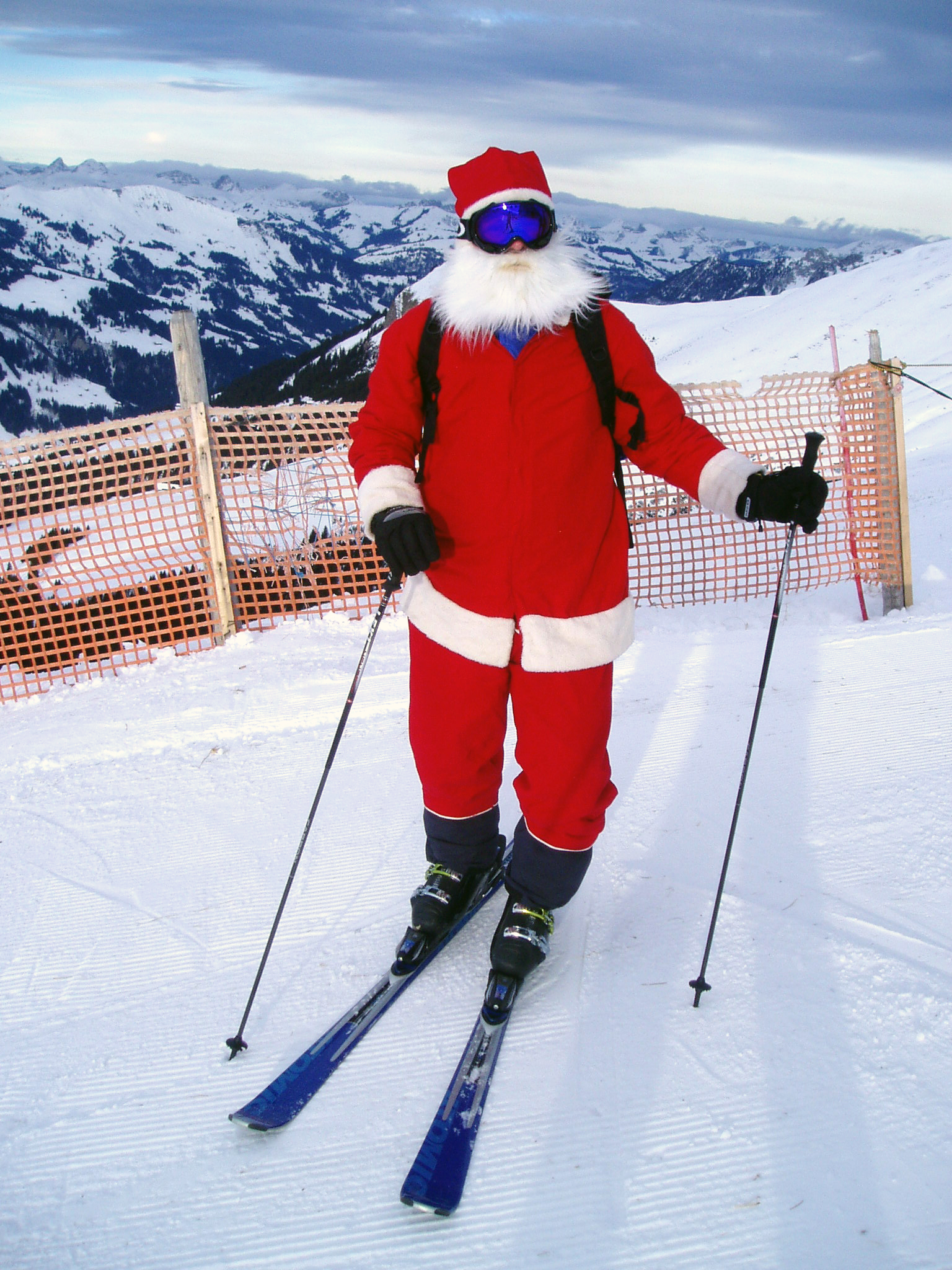
Moș Crăciun schiind în Adelboden, Elveția
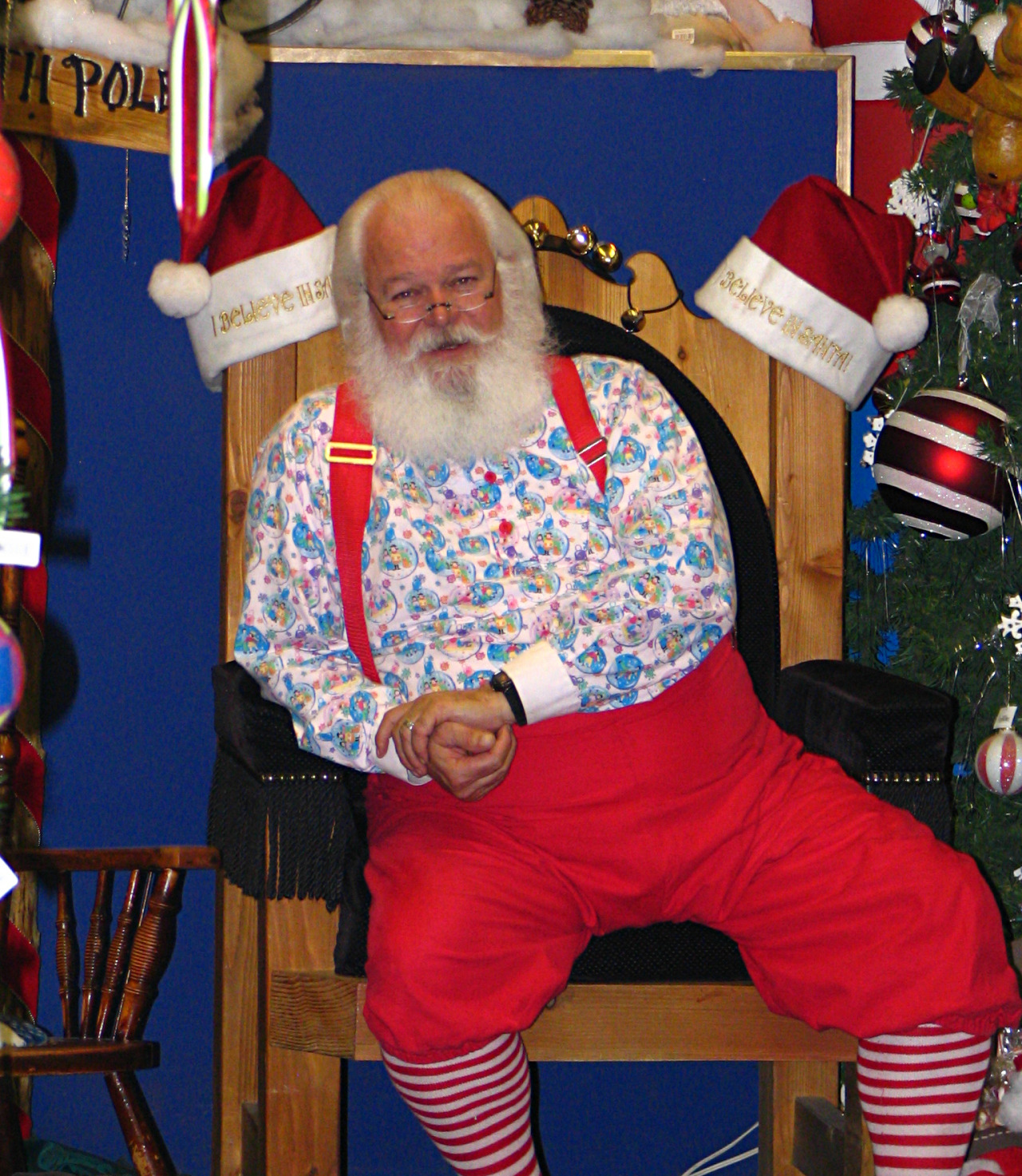
Moș Crăciun la Polul Nord, Alaska
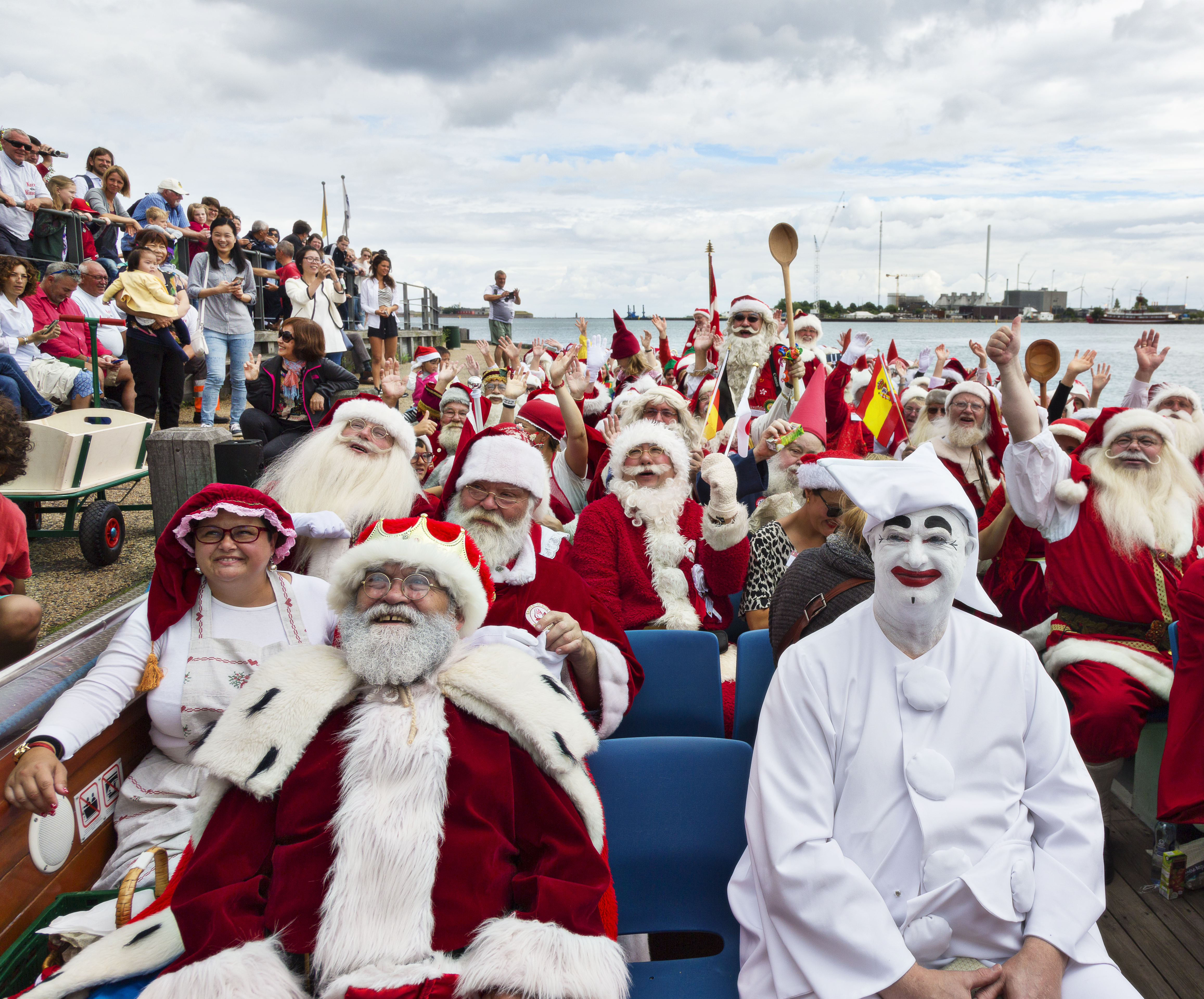
Parada lui Moș Crăciun din Copenhaga, 2016